# 1,039/Smoothed Out Slappy Hours
1,039/Smoothed Out Slappy Hours es un álbum recopilatorio de Green Day ya que consiste en la fusión de los primeros EP y su primer álbum de estudio que la banda grabó en sus comienzos. El álbum fue lanzado por Lookout! Records el 1 de julio de 1991 en territorio estadounidense y por Epitaph Records en Europa.
Su nombre es también una fusión de los nombres de los EP y el álbum. 39/Smooth, el álbum, y la suma de un -ed y un out más parte del título del EP 1,000 Hours (1,000) forman la primera parte del nombre. Slappy y la otra parte del título de 1,000 Hours (Hours), forman el resto del nombre.
La mayoría de las canciones tratan de amor y decepciones inspiradas por una amiga de Billie Joe, Jenny, hermana de uno de los amigos de la banda. Las letras de "1,039/SOSH" están escritas por Billie Joe Armstrong, menos "I Was There" (escrita por el entonces baterista Al Sobrante) y "Knoweledge" (versión de Operation Ivy).
En enero de 2007 el 1,039/Smoothed Out Slappy Hours fue reeditado por Reprise Records (filial de Warner). Este nuevo CD viene en versión "de lujo" y contiene versiones remasterizadas de algunas canciones, videos de presentaciones en vivo de la banda, así como fotografías y algunos adhesivos.
Recientemente, y pese a llevar 26 años en el mercado, el álbum recibió el disco de oro tras haber vendido más de 1.000.000 de copias en todo el mundo.

## Lanzamiento
Inicialmente lanzado en 1991 a través de "Lookout! Records". El disco fue reeditado en forma remasterizada en 2004. Que fue relanzado en CD el 9 de enero de 2007 por Reprise Records, la discográfica de Green Day. Tenga en cuenta que en Europa, el álbum ya estaba relanzado por "Epitaph", y se ha mantenido en forma impresa. Fue reeditado en vinilo el 24 de marzo de 2009 por Reprise en un paquete que contiene el original de 10 canciones de 39/Smooth, junto con las reediciones de las 1.000 Hours y Slappy.

## Listado de canciones
Todas las canciones escritas y compuestas por Billie Joe Armstrong, excepto donde esté anotado. 
| N.º   | Título                                    | Aparición Original        | Duración |  |
| 1.    | «At the Library»                          | 39/Smooth                 | 2:28     |  |
| 2.    | «Don't Leave Me»                          | 39/Smooth                 | 2:39     |  |
| 3.    | «I Was There» (letras por John Kiffmeyer) | 39/Smooth                 | 3:36     |  |
| 4.    | «Disappearing Boy»                        | 39/Smooth                 | 2:52     |  |
| 5.    | «Green Day»                               | 39/Smooth                 | 3:29     |  |
| 6.    | «Going to Pasalacqua»                     | 39/Smooth                 | 3:30     |  |
| 7.    | «16»                                      | 39/Smooth                 | 3:24     |  |
| 8.    | «Road to Acceptance»                      | 39/Smooth                 | 3:35     |  |
| 9.    | «Rest»                                    | 39/Smooth                 | 3:05     |  |
| 10.   | «The Judge's Daughter»                    | 39/Smooth                 | 2:34     |  |
| 11.   | «Paper Lanterns»                          | Slappy                    | 2:25     |  |
| 12.   | «Why Do You Want Him?»                    | Slappy                    | 2:33     |  |
| 13.   | «409 in Your Coffeemaker»                 | Slappy                    | 2:54     |  |
| 14.   | «Knowledge» (letras por Jesse Michaels)   | Slappy                    | 2:20     |  |
| 15.   | «1,000 Hours»                             | 1,000 Hours               | 2:26     |  |
| 16.   | «Dry Ice»                                 | 1,000 Hours               | 3:45     |  |
| 17.   | «Only of You»                             | 1,000 Hours               | 2:46     |  |
| 18.   | «The One I Want»                          | 1,000 Hours               | 3:06     |  |
| 19.   | «I Want to Be Alone»                      | The Big One (Compilation) | 3:09     |  |
| 56:23 |                                           |                           |          |  |

| Deluxe Version |                                           |          |  |
| N.º            | Título                                    | Duración |  |
| 20.            | «Paper Lanterns» (Live from WMMR)         | 1:36     |  |
| 21.            | «Words I Might Have Ate» (Live from WMMR) | 1:45     |  |
| 22.            | «One for the Razorbacks» (Live from WMMR) | 1:25     |  |
| 23.            | «Studio Banter» (Interview)               | 2:56     |  |

### Sencillos que dieron lugar al álbum
- Pistas 1-10 de 39/Smooth
- Pistas 11-14 de Slappy
- Pistas 15-18 de 1,000 Hours
- Pista 19 de The Big One Compilation, un recopilatorio de bandas de California del sello Flipside Records.

## Créditos
- Billie Joe Armstrong – guitarra, vocalista
- Mike Dirnt – bajo, coros
- Al Sobrante – batería